# 丁硼烷(8)三羰基铁
丁硼烷(8)三羰基铁是一种有机铁化合物，化学式为C3H8B4FeO3。它是一种橙色液体，可由戊硼烷(9)和五羰基铁或丁硼烷(10)和九羰基二铁反应制得。它和二甲基乙炔在光照下反应，可以得到(CH3)4C4B4H4。